# Toca do Gonçalo
Toca do Gonçalo é uma caverna localizada na cidade de Campo Formoso, na Chapada Diamantina, região central do estado brasileiro da Bahia. 
Integra a região da bacia do rio Salitre e sua parte inundada é intermitente, não somente nos períodos de seca prolongada, quanto também em razão do uso de bombas para irrigação agrícola a partir do lençol freático. A gruta é particularmente importante pela biodiversidade ali existente.
Fica situada a cerca de 80 quilômetros da sede do município, acessível por estrada vicinal.

## Espeleofauna
A gruta é habitat de uma espécie ainda não catalogada de pequeno bagre troglóbio (tamanho de no máximo 6 centímetros e adaptado à vida na ausência de luz, com caracteres evolutivos para tanto, tais como ausência de olhos e falta de pigmentação), pertencente ao gênero Rhamdiopsis e considerado muito raro. Esse peixe possui "uma forma genética de despigmentação que é única", que demonstra ser a espécie provavelmente mais antiga do tipo.
Dentre os animais registrados na parte inundada da caverna está o crustáceo Spelaeogammarus trajanoae. O crustáceo chamado Pongycarcinia é um exemplar relicto, com similares encontrados na Venezuela (bacia do Orinoco) e na parte semiárida da bacia do rio São Francisco.
Ali também foi identificado por equipe da UFLA um miriápode único de lacraia, batizado de Cryptops spaeloraptor, que tem por conspícuo a presença "dentes serrilhados no ultimo segmento de cada par de pernas", característica única entre tais animais, e que lhes confere vantagem em ambiente sem luz; como adaptações troglóbias típicas tem longas antenas com cerdas e despigmentação, com coloração amarelada na cabeça.